# ATC J04 – Mikobaktériumok által okozott fertőzések elleni szerek
Az ATC J04 – Mikobaktériumok által okozott fertőzések elleni szerek a gyógyszerek anatómiai, gyógyászati és kémiai osztályozási rendszerének (ATC) egyik alcsoportja.
| ATC J   | Szisztémás fertőzés elleni szerek                      |
| ------- | ------------------------------------------------------ |
| ATC J01 | Szisztémás antibakteriális szerek                      |
| ATC J02 | Szisztémás gombaellenes szerek                         |
| ATC J04 | Mikobaktériumok által okozott fertőzések elleni szerek |
| ATC J05 | Szisztémás vírusellenes szerek                         |
| ATC J06 | Immunszérumok és immunglobulinok                       |
| ATC J07 | Vakcinák                                               |

## J04A 	Antituberkulotikumok

### J04AAAminosalicylic acidand derivatives
J04AA01 Aminosalicylic acid
J04AA02 Sodium aminosalicylate
J04AA03 Calcium aminosalicylate

### J04ABAntibiotikumok
| J04AB01 | Cikloszerin | Cycloserine |                      |
| J04AB02 | Rifampicin  | Rifampicin  | Rifampicinum         |
| J04AB03 | Rifamicin   | Rifamycin   | Rifamycinum natricum |
| J04AB04 | Rifabutin   | Rifabutin   | Rifabutinum          |
| J04AB05 | Rifapentin  | Rifapentin  |                      |
| J04AB30 | Kapreomicin | Capreomycin |                      |

### J04ACHydrazides
J04AC01 izoniazid
J04AC51 izoniazid, combinations

### J04ADTiokarbamidszármazékok
J04AD01 Protionamid
J04AD02 Tiokarlid
J04AD03 Etionamid

### J04AK Atuberkulóziskezelésére használt egyéb szerek
| J04AK01 | Pirazinamid | Pyrazinamide  | Pyrazinamidum              |
| J04AK02 | Etambutol   | Ethambutol    | Ethambutoli hydrochloridum |
| J04AK03 | Terizidon   | Terizidone    |                            |
| J04AK04 | Morinamid   | Morinamide    |                            |
| J04AK05 | Bedakvilin  | Bedaquiline   |                            |
| J04AK06 | Delamanid   | Delamanid     |                            |
| J04AK07 | Tioacetazon | Thioacetazone |                            |

### J04AMAntituberkulotikumok kombinációi
J04AM01 Sztreptomicin és izoniazid
J04AM02 Rifampicin és izoniazid
J04AM03 Etambutol és izoniazid
J04AM04 Tioacetazon és izoniazid
J04AM05 Rifampicin, pirazinamid és izoniazid
J04AM06 Rifampicin, pirazinamid, etambutol és  izoniazid

## J04B Drugs for treatment ofleprosy

### J04BA Drugs for treatment of leprosy
J04BA01 Clofazimine
J04BA02 Dapsone
J04BA03 Aldesulfone sodium